# Dos Hermanas
Dos Hermanas és una localitat de la província de Sevilla, Andalusia. L'any 2015 tenia 131.317 habitants. La seva extensió superficial és de 160 km² i té una densitat de 815.33 hab/km². Està situada a una altitud de 42 metres i a 10 kilòmetres de la capital de la província, Sevilla. Limita al nord amb Sevilla, al nord-oest amb Gelves i al nord-est amb Alcalá de Guadaíra, a l'oest amb Coria del Río, al sud-oest amb Puebla del Río, i al sud i sud-est amb Los Palacios y Villafranca i Utrera

## Demografia
| 1900  | 1910  | 1920   | 1930   | 1940   | 1950   | 1960   | 1970   | 1981   | 1991   |
| ----- | ----- | ------ | ------ | ------ | ------ | ------ | ------ | ------ | ------ |
| 7.857 | 9.884 | 10.971 | 15.427 | 20.880 | 21.281 | 27.696 | 39.677 | 57.548 | 78.025 |

| 1997   | 1999   | 2000   | 2001    | 2002    | 2003    | 2004    | 2005    | 2006    | 2007    | 2012    | 2014    |
| ------ | ------ | ------ | ------- | ------- | ------- | ------- | ------- | ------- | ------- | ------- | ------- |
| 91.975 | 94.591 | 97.324 | 100.871 | 103.282 | 107.258 | 109.595 | 112.273 | 114.672 | 117.215 | 128.794 | 130.369 |

## Personatges il·lustres
- Felipe González Márquez, president del govern espanyol entre 1982 i 1996